# Marcus Becker
Marcus Becker (* 11. září 1981 Halle/Saale, Východní Německo) je německý vodní slalomář, kanoista závodící v kategorii C2. Jeho partnerem v lodi je Stefan Henze.
V roce 2003 vyhrál individuální závod C2 na mistrovství světa. V následujících letech získal další světové medaile, čtyři stříbra (C2 – 2006; C2 družstva – 2003, 2006, 2009) a jeden bronz (C2 – 2005). Z evropských šampionátů si přivezl cenné kovy ze závodů hlídek, jedno zlato (2008) a dvě stříbra (2005, 2011). Na Letních olympijských hrách 2004 vybojoval v závodě C2 stříbrnou medaili.